# Fang (Shiyan)
Fang (chiń. upr. 房县; chiń. trad. 房縣; pinyin Fáng Xiàn) – powiat w południowej części prefektury miejskiej Shiyan w prowincji Hubei w Chińskiej Republice Ludowej. Liczba mieszkańców powiatu w 2010 roku wynosiła 390991.